# Шамун, Камиль Нимр
Ками́ль Нимр Шаму́н (фр. Camille Nimr Chamoun, араб. ‎كميل نمر شمعون, Kamīl Sham'ūn; 3 апреля 1900, Дейр-эль-Камар, Шуф, Горный Ливан, Османская империя — 7 августа 1987, Бейрут, Ливан) — ливанский политик и государственный деятель, президент Ливана в 1952—1958 годах. Один из ведущих правохристианских лидеров во время гражданской войны в Ливане. Основатель Национал-либеральной партии.

## Происхождение, образование, работа
Родился в богатой и политически влиятельной маронитской семье. Нимр Шамун, отец Камиля Шамуна, руководил финансовым ведомством в провинциальной администрации Горного Ливана. Огюст Адиб-паша, дядя Камиля Шамуна по материнской линии, дважды возглавлял правительство Великого Ливана в период французского мандата.
Семейный клан Шамун—Адиб отличался политической активностью, стоял на позициях ливанского национализма, проявлял прозападные — профранцузские и пробританские — симпатии. Это вызывало преследования со стороны османских властей. В конце 1914 года, после вступления Османской империи в Первую мировую войну на стороне Центральных держав, Нимр Шамун-старший был обвинён в симпатиях к Антанте, арестован и заключён в тюрьму. В 1916 году семья была депортирована в Киршехир (Анатолия). Вернуться на родину они смогли только в 1920 году.
В 1923 году Камиль Шамун окончил Университет Святого Иосифа. Получил юридическое образование. Работал адвокатом, финансовым чиновником, сотрудником Национальной библиотеки Ливана. Публиковал статьи по правовой и экономической тематике во франкоязычной прессе Бейрута, работал в редакции популярной газеты Le Réveil — Пробуждение.

## Политик-националист

### В движении за независимость
Камиль Шамун был активным сторонником независимости Ливана. С 1934 года впервые был избран в парламент Ливана (впоследствии избирался ещё семь раз — в 1937, 1943, 1947, 1951, 1960, 1968, 1972). Сотрудничал с Национальным блоком Эмиля Эдде. В период французского мандата Шамун дважды занимал посты в правительстве: министр финансов в 1938 году, министр внутренних дел, почты и телеграфа в 1943 году. Выступая в принципе за конфессиональное равноправие, Шамун преимущественно отстаивал интересы христианской общины Ливана. Во внешней политике Камиль Шамун (в отличие от Нимра Шамуна, симпатизировавшего Франции) ориентировался на Великобританию и США.
Выступления Камиля Шамуна за независимость привели к его аресту вместе с группой других видных политиков 11 ноября 1943 года. Одиннадцать дней арестованные провели в заключении в башне Рашайя. Массовые общественные протесты привели к их освобождению 22 ноября 1943 года. С тех пор этот день отмечается как День независимости Ливана.

### «Политический маронитизм»
В 1944—1946 годах Камиль Шамун — посол Ливана в Великобритании. Возглавлял ливанскую делегацию на «круглом столе» в Лондоне в ходе переговоров о будущем Палестины. В 1946—1947 годах занимал посты министра финансов, министра внутренних дел и общественного здравоохранения. В 1948 году Камиль Шамун — постоянный представитель Ливана в Организации Объединённых Наций. Председательствовал на Арабском национальном конгрессе в Старом городе Иерусалима.
Идеологически Камиль Шамун выступал с либерально-консервативных, националистических и антикоммунистических позиций. Он рассматривал Ливан как христианский форпост на Ближнем Востоке, выступал как решительный противник панарабизма. За радикальные антиисламские выступления получил прозвище «ливанский крестоносец». При этом Шамун во многом олицетворял «политический маронитизм» — жёсткий курс маронитской аристократии на поддержание социально-политической иерархии времён французского мандата. Состоял в руководстве правой партии Конституционный блок, возглавляемой Бишарой эль-Хури.

## Президент Ливана

### Во главе государства
В 1952 году подал в отставку обвинённый в коррупции Бишара эль-Хури. Президентом Ливана был избран Камиль Шамун. Официально вступил в должность 23 сентября 1952 года.
На посту главы государства Камиль Шамун проводил курс экономической либерализации, развития технологических инноваций и привлечения иностранных инвестиций. Он старался превратить Ливан в финансовый и транспортно-коммуникационный центр Ближнего Востока. Стимулировал банковский сектор, расширял бейрутский порт и аэропорт, строил морской порт в Триполи. Был значительно демократизирован порядок учреждения политических партий, полностью гарантировано политическое равноправие женщин. Армянская община Ливана впервые получила парламентскую квоту.
Внутренняя политика президента Шамуна имела правый антикоммунистический характер и ориентировалась на христианскую общину, прежде всего её маронитскую часть. Внешняя политика отличалась прозападной ориентацией. Во время Суэцкого кризиса 1956 года Камиль Шамун фактически поддержал британо-франко-израильскую коалицию против насеровского Египта. Были установлены связи с Багдадским пактом. Всё это вызывало резкое недовольство левых кругов, мусульманских, особенно суннитских политиков, коммунистов и насеристов. Гамаль Абдель Насер считал ливанский режим опасным препятствием для своих планов.

### Ливанский кризис 1958 года
15 июля 1958 года суннитское движение Мурабитун, Прогрессивно-социалистическая партия Ливана (ПСП) и Ливанская коммунистическая партия (ЛКП) организовали вооружённое выступление против президента Шамуна. Со своей стороны, Шамун обвинил ОАР и Насера в инспирировании мятежа, подал протест в Совет Безопасности ООН и обратился за помощью к США.
Высадившаяся в Бейруте американская морская пехота во взаимодействии с правительственными войсками и правыми военизированными формированиями быстро подавили мятеж. Однако президент США Дуайт Эйзенхауэр направил в Ливан своего спецпредставителя Роберта Мерфи, который убедил Камиля Шамуна уйти в отставку ради достижения политического компромисса.

## Лидер национал-либералов
События лета 1958 года побудили Камиля Шамуна консолидировать своих сторонников в политическую организацию — Национал-либеральную партию (НЛП). Кадровую основу НЛП составили представители клана Шамун и прежние активисты Конституционного блока. Идеология НЛП основывалась консервативном либерализме, ливанском национализме, антикоммунизме, свободном предпринимательстве.
Формально НЛП представляла все конфессии Ливана. Реально партия выступала с позиций христианской общины и при этом особо отстаивала интересы маронитской аристократической верхушки. Последний фактор ставил НЛП особняком в правохристианском лагере и заметно отличал от правопопулистской Ливанской фаланги (Катаиб).
На выборах с 1960 по 1972 партия последовательно наращивала влияние. Её парламентское представительство возросло с 5 мандатов до 11 из 99. По результатам выборов 1972 года НЛП являлась первой по числу мандатов партией Ливана (большинство депутатов составляли независимые). Камиль Шамун оставался председателем партии до 1985 года.
В 1968 году НЛП вступила в «Тройственный альянс» с фалангистской партией Катаиб Пьера Жмайеля и Национальным блоком Раймона Эдде. Этот союз заложил основу правохристианской военно-политической коалиции 1970-х. Одновременно в партии начали формироваться свои вооружённые силы — Милиция Тигров (название араб. نمور‎ — нимр, тигр — происходило от имени отца Камиля Шамуна). Противниками НЛП являлись ПСП, ЛКП и прежде всего Организация освобождения Палестины ООП. На этой основе Камиль Шамун был сторонником сотрудничества с Израилем.
В качестве лидера влиятельной НЛП Камиль Шамун занимал в 1970—1980-х годах различные правительственные посты: заместитель премьер-министра (1975—1976), министр внутренних дел, почт, телеграфов и телефонии, водоснабжения и электроснабжения (1975—1976), министр иностранных дел (1976).

## В гражданской войне
В 1975 году в Ливане началась гражданская война. На первом её этапе НЛП и «Милиция Тигров» играли видную роль в вооружённом противостоянии с ООП, ПСП, ЛКП, которое Камиль Шамун рассматривал как христианскую борьбу против коммунизма, левой угрозы, панарабизма и мусульманской экспансии. В боях и расправах «Тигры Шамуна» отличались особой жёсткостью. С 1976 по 1978 год Камиль Шамун являлся председателем Ливанского фронта — военно-политической коалиции правохристианских сил.
Первоначально Камиль Шамун был сторонником сирийского участия в ливанской войне. В 1976 году он одобрил ввод сирийской армии на территорию Ливана — прежде всего для противостояния ООП. Однако довольно скоро Шамун осознал опасность сирийской оккупации и стал выступать против присутствия войск Хафеза Асада.
В правохристианском лагере быстро обозначились серьёзные внутренние разногласия. Фалангистская партия Катаиб — сильнейшая вооружённая сила христианской общины — претендовала на безусловное главенство. Политическая конкуренция дополнялась клановым соперничеством семейств Шамун и Жмайель. В то же время Камиль Шамун был недоволен чрезмерной самостоятельностью сына и не возражал против силовой акции в отношении подчинённых Дани Шамуну формирований.
7 июля 1980 года фалангистские боевики Башира Жмайеля-младшего учинили Резню в Сафре — массовое убийство активистов НЛП, в том числе боевиков «Тигров». Командующий «Тиграми» Дани Шамун — младший сын Камиля Шамуна — был оставлен в живых только потому, что фалангисты не хотели создавать непримиримую вражду между партийными патриархами — Пьером Жмайелем и Камилем Шамуном. После этого Шамун-старший был вынужден распустить «Милицию Тигров» и признать доминирование Катаиб.
После израильского вторжения в 1982 году Камиль Шамун принял решение о тактическом сотрудничестве с Израилем — дабы противодействовать сирийский оккупации Ливана.
Влияние НЛП в 1980-х годах значительно снизилось, но сохранялся персональный авторитет Камиля Шамуна. В 1984 году Шамун был назначен заместителем премьер-министра, министром финансов, министром жилищного строительства и кооперативов. Занимал эти посты до конца жизни. Конфликтовал с премьер-министром Селимом Хоссом по вопросам экономической политики. В заявлении, сделанном незадолго до кончины, Камиль Шамун предупредил об опасности банкротства и голода в стране.
В 1985 году Камиль Шамун оставил пост председателя НЛП, во главе партии его сменил Дани Шамун.
На жизнь Камиля Шамуна было совершено пять покушений. Первое — в 1968, остальные пришлись на период гражданской войны — 1978, 1980, 1985, 1987. Последняя такого рода акция произошла 7 января 1987 года — в результате взрыва заминированного автомобиля в Бейруте погибли семь человек, но сам Шамун получил лишь лёгкое ранение.

## Кончина и память
Скончался Камиль Шамун в возрасте 87 лет. Последние годы своей жизни (после смерти Пьера Жмайеля в 1984 году) он оставался единственным политиком прежних поколений, сохранившим авторитет и влияние. Практически все остальные были вытеснены молодыми командирами вооружённых формирований.
Камиль Шамун написал несколько книг по политической истории Ливана. Его мемуары, первая часть которых была издана в 1969 году, остались незаконченными.
В честь Камиля Шамуна назван самый большой стадион Ливана, построенный в период его президентства.

## Семья
В 1930 году Камиль Шамун женился на Зелфе Табет, первой леди Ливана в 1952—1958 годах. Зелфа Шамун скончалась в 1971 году. В браке супруги имели двух сыновей.
Дани Шамун (1934—1990) командовал «Милицией Тигров», с 1985 года являлся председателем НЛП. 21 октября 1990 года Дани Шамун был убит вместе с женой и двумя малолетними детьми.
Дори Шамун (род. 1931) с 1990 года является председателем НЛП. Характеризует партийную политику как выполнение заветов отца.
Камиль и Зелфа Шамун поначалу были противниками брака Дани Шамуна с австрало-британской актрисой и фотомоделью Пэтти Морган, однако сняли возражения после личного знакомства. Камиль Шамун называл невестку Длинноногой Пэтти. Он выражал недовольство тем, что присутствие жены Шамуна-младшего на мероприятиях НЛП отвлекало внимание от партийных руководителей.
Увлечениями Камиля Шамуна являлись чтение и рыбная ловля.